# Rue du Poteau
 (septembre 2012).
Si vous disposez d'ouvrages ou d'articles de référence ou si vous connaissez des sites web de qualité traitant du thème abordé ici, merci de compléter l'article en donnant les références utiles à sa vérifiabilité et en les liant à la section « Notes et références ».
La rue du Poteau est une voie située dans le 18e arrondissement de Paris, en France.

## Situation et accès
La rue du Poteau est une voie du nord de Paris, située derrière la butte Montmartre. Orientée dans le sens nord-ouest/sud-est, elle débute au sud-est à l'intersection des rues Ordener et du Mont-Cenis, à la place Jules-Joffrin où se font face la mairie du 18e arrondissement et l'église Notre-Dame de Clignancourt ; elle se termine sur le boulevard Ney.
Le quartier est desservi, côté sud, par la ligne 12 à la station Jules Joffrin.

## Origine du nom
La rue tire son nom d'un lieu-dit, ainsi baptisé à cause d'un poteau de justice élevé sur la route de Saint-Ouen.

## Historique
La rue du Poteau est, à l'origine, une voie de la commune de Montmartre. Elle est devenue parisienne lors de l'annexion de Montmartre par Paris en 1860. Elle ne désigne, à ce moment, que la voie située entre le boulevard Ney et la rue du Ruisseau.
En 1868, la rue du Poteau reçoit la partie de la rue des Portes-Blanches comprise entre la rue du Ruisseau et la rue Ordener.

## Bâtiments remarquables et lieux de mémoire
- N° 8 : le peintre Maurice Utrillo y est né en 1883.
- N° 40 : l'acteur Paul Marthès y est né en 1876.
- No 43 : une plaque rappelle que la résistante Danielle Casanova fut arrêtée à cette adresse le 11 février 1942[1].
- No 51 : emplacement du château de la Canne, dont l’enseigne était « Au rendez-vous des artistes ». C’était un cabaret fréquenté par Gérard de Nerval, Alexandre Privat d'Anglemont, Champfleury et Hector Malot[2].